# Байсеитова, Раушан Хатиятовна
Раушан Хатиятовна Байсеитова (род. 16 сентября 1947, Алматы) — артистка балета, Народная артистка Казахской ССР (1978). Воспитанница, племянница и приёмная дочь Куляш Байсеитовой.

## Биография
В 1966 году окончила Московское хореографическое училище, после чего была принята в Казахский театр оперы и балета имени Абая. В 1968 (1969?) году стала лауреатом Всесоюзного конкурса артистов балета в Москве.
Сценическую жизнь в театре начала с исполнения партии Юки в балете Г. Жубановой «Xиросима». Также исполняла партии Марии («Бахчисарайский фонтан» Б. В. Асафьева), Гамзатти («Баядерка» Л. Минкуса), Птицы счастья («Птица счастья» на музыку И. Ф. Стравинского). Особое мастерство артистки проявилось в исполнении партий Баршагуль («Аксак кулан» А. Серкебаева), Баян («Козы Корпеш и Баян сулу» Е. Г. Брусиловского), Матери («Вечный огонь» С. Еркимбекова). Образ матери, исполненный с психологической глубиной и отмеченный национальным стилем, стал открытием в казахском балете; за эту роль Байсеитова получила в 1981 году Государственную премию Казахской ССР.
С 1992 года преподает в Алматинском хореографическом училище.

## Награды
- 1968 — стала лауреатом Всесоюзного конкурса артистов балета в Москве
- 1973 — Заслуженная артистка Казахской ССР
- 1978 — Народная артистка Казахской ССР
- 1981 — Кавалер Орден Дружбы народов (СССР)
- 1986 — Лауреат Государственная премия Казахской ССР
- 2003 — Лауреат Президентских степендии области культуры РК
- 2004 — Кавалер Орден Курмет[1].
- 2011 — Медаль «20 лет независимости Республики Казахстан»
- 2017 — Обладатель государственная стипендия Первого Президента Республики Казахстан — Елбасы в области культуры[2].